# Opogona heroicella
Opogona heroicella är en fjärilsart som beskrevs av Pierre E.L. Viette 1957. Opogona heroicella ingår i släktet Opogona och familjen äkta malar. Inga underarter finns listade i Catalogue of Life.